# ウェスト・ブルームフィールド郡区 (ミシガン州オークランド郡)
ウェスト・ブルームフィールド郡区（英語：West Bloomfield Township）は、アメリカ合衆国ミシガン州オークランド郡にある郡区で、デトロイト都市圏（英語：Detroit metropolitan area）に入る町である。2010年の国勢調査によると、人口は64,690人。

## 町の概略と周辺
ウェスト・ブルームフィールドは、CNN Moneyの全米スモールシティ100では37位。また、人口5万人以上の収入が多い町6位でもある。WestacresエリアはKeith roadとCommerce roadにある非法人地域となっている。ウェスト・ブルームフィールドの位置は (北緯42度36分00秒 西経83度25分30秒 / 北緯42.60000度 西経83.42500度 Elevation: 925 ft./282 m.)である。

## 歴史
1833年4月22日にミシガン州オークランド郡ブルームフィールド郡区は2つに分割され、西部をウェスト・ブルームフィールドと呼んだ。この地域は1800年代を通してリンゴ果樹園が多く、事実、湖上の島には果樹園が多くあり、湖をオーチャード湖、島をアップル島と呼んだ。

## 地理
オークランド郡のレイクタウンと呼ばれ、中小規模の湖が数多く点在し、一番大きいキャス湖は一部が町に属している。キャス湖の近くのパイン湖にはゴルフ場があるほか、その西部にあるOrchard Lakeにもゴルフ場がある。Orchard LakeはOrchard Lake村に囲まれ、いくつかの小さい湖が点在する。
Orchard Lake Road は町中央を南北に通る経済の大動脈となっており、West Maple Road（15マイル）に沿って、両サイドにショッピングセンターと複合施設があるほか、富裕層向けのブティックや高級レストランがある。
1960年代にかけて人口が増加し、住民の多くがデトロイト郊外へと流入した。ブルームフィールドはオークランド郡の中央南部、デトロイト市の10マイル北西にあり、東にブルームフィールド郡区、南にファーミントンヒルズ、西にコマース郡区、北に4つのコミュニティ（ウォーターフォード郡区、オーチャード・レイク村、キーゴ・ハーバー、シルヴァン・レイク）などである。ウェスト・ブルームフィールド、オーチャード・レイク、キーゴ・ハーバー、シルヴァン・レイクの4つは、大ウェスト・ブルームとして知られる。
アメリカ合衆国国勢調査局によると、この郡区の総面積は31.2平方マイル (81 km2) で、うち27.3平方マイル (71 km2) は陸地、水面は3.9平方マイル (10 km2) または12.49%である。

## 教育
この町の学区は「ウェスト・ブルームフィールド学区」とWaterford School District、ファーミントンヒルズ学区( Farmington Public Schools)、バーミングハム市学区（Birmingham　City School District）、ポンティアック学区（School District of the City of Pontiac）、ウォルドレイク学校区、ブルームフィールドヒルズ学区(Bloomfield Hills School District)である。
当地の高校はウェスト・ブルームフィールド高校 (West Bloomfield High School) 、Jewish Academy of Metropolitan DetroitとSt. Mary's Preparatory（日本語：St.Maryの予備校）の3つである。
ウェスト・ブルームフィールド市立図書館があり、1999年には兵庫県の淡路市図書館が姉妹施設となっている。

## 人口統計
2000年の国勢調査では、人口64,860人。世帯数23,414、家族数18,192、人口密度1平方マイルあたり2374.3人。住宅数は24,410あり、これは1平方マイルあたり893.6軒である。人種別統計は白人84.25%、アフリカ系アメリカ人（黒人）5.18%、アメリカ先住民族0.12%、アジア系アメリカ人7.81%、太平洋島民0.02%、その他の民族0.38%、 二つ以上の民族に属すは2.25%である。ヒスパニック系またはラテン系民族は1.40%であった。
所帯数23,414のうち、37.0%が18歳以下の子供と同居しているほか、69.5%が結婚し同居している。5.8%は独身女性で、22.3%は単身世帯となっている。全所帯数の19.4%は個人でなりたっており、7.5%は65歳以上の人と同居している。平均所帯人数は2.74人で、平均の家族人数は3.17人となっている。
人口構成は、18歳以下は26.4%、18歳から24歳は5.2%、25歳から44歳は27.1%、45歳から64歳は27.9%、65歳以上は13.4%である。中央値は40歳である。女性100名に対し、男性は96.8名。18歳以上では、女性100名に対し男性は92.9名。
2007年の推計によると、町の世帯収入の中央値は$98,832、家庭収入の中央値は$113,191である。男性収入の中間値は$74,557、女性は$45,339であった。一人あたり収入は$44,885であった。また家庭の約1.6%、人口の2.7%が貧困線以下の収入であった。また、18歳以下の3.0%、65歳以上の2.6%も、貧困線以下の収入であった。
2010年の国勢調査では、人口は64,690人、世帯数は24,411、18,040家族が住んでいる。 人口密度は2,374.3平方マイル（916.6/km²）。住宅数は24,410で、人口密度は1平方マイル当たり893.6人である。人種構成は、白人77.6%、アフリカ系アメリカ人11.4%、アメリカ州の先住民族0.1%、アジア系8.4%、太平洋諸島0.02%、その他0.4%、二つ以上の民族2.0%であった。ヒスパニック系またはラテン系は1.60%であった。

## 人種
ウェスト・ブルームフィールドはユダヤ系が多い。当地はデトロイト都市圏におけるユダヤ系拠点となっており、Frankel Jewish Academyという学校のほか、ユダヤ系の地域高校があり、ミシガン州のユダヤ系歴史博物館がある。
ウェスト・ブルームフィールド郡区には1990年現在、多くのカルデア・カトリック（東方教会系）の人々が住んでいる。1989年には「ミシガン州Chaldean-Iraqi協会」がイスラエルの教会の近くのシェナンドーア・ゴルフクラブ（英語： Association of Michigan bought the Shenandoah Golf and Country Club）を購入し、勢力拡大に対して地元株主からは反対もあった。『ニューヨーク・タイムズ』のドロン・P・レビン (Doron P. Levin) は "反対しているのはユダヤ人であるかは明白ではない。しかしカルデア・カトリックの人へ偏見をもっているのだろう。"と著している。
2004年までは、米国最大のカルデア系文化センターがウェスト・ブルームフィールドにあった 。
2013年4月現在, 日本人人口は1,047人で、これはミシガン州で3番目に多い。

## 著名な人々
- Dan Gheesling - 『Big Brother 10』という番組の勝利者。
- Rucka Rucka Ali - 物議をかもしたアメリカ人ラッパー、ラジオパーソナリティ、歌手、コメディアン、風刺家で、彼のパロディを YouTubeで歌っている。
- Dominic Raiola - NFL選手